# لا رينكونادا
لا رينكونادا بلدة تقع في مقاطعة إشبيلية، منطقة أندلوسيا، إسبانيا. حسب إحصاء السكان الذي أجراه (المعهد الوطني للإحصائيات (إسبانيا)) عام 2006، كان عدد سكان المدينة حوالي 33,370 نسمة.

## معرض صور

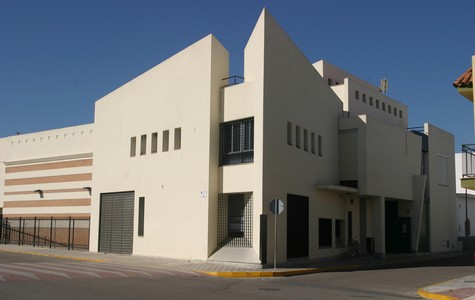
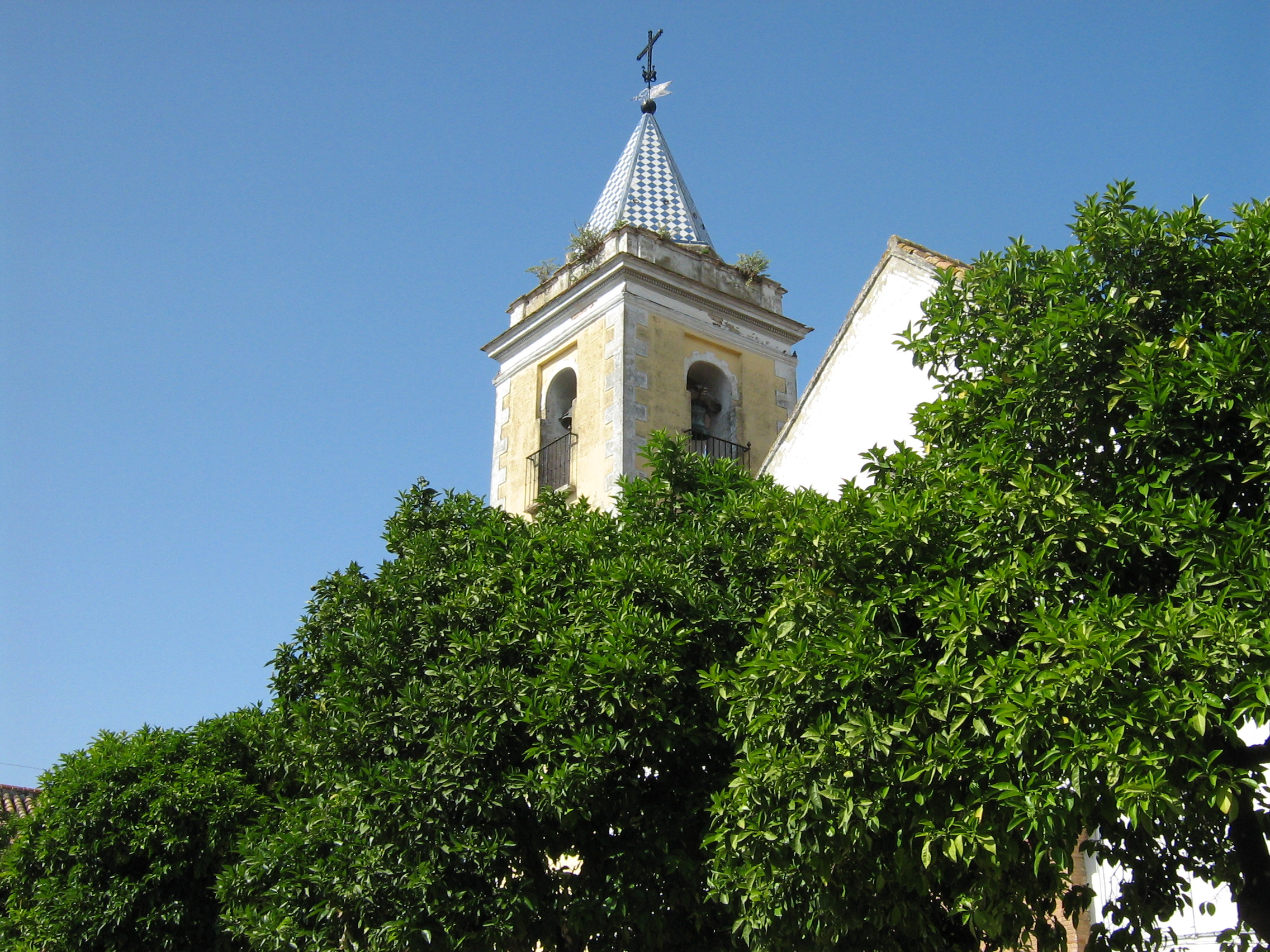
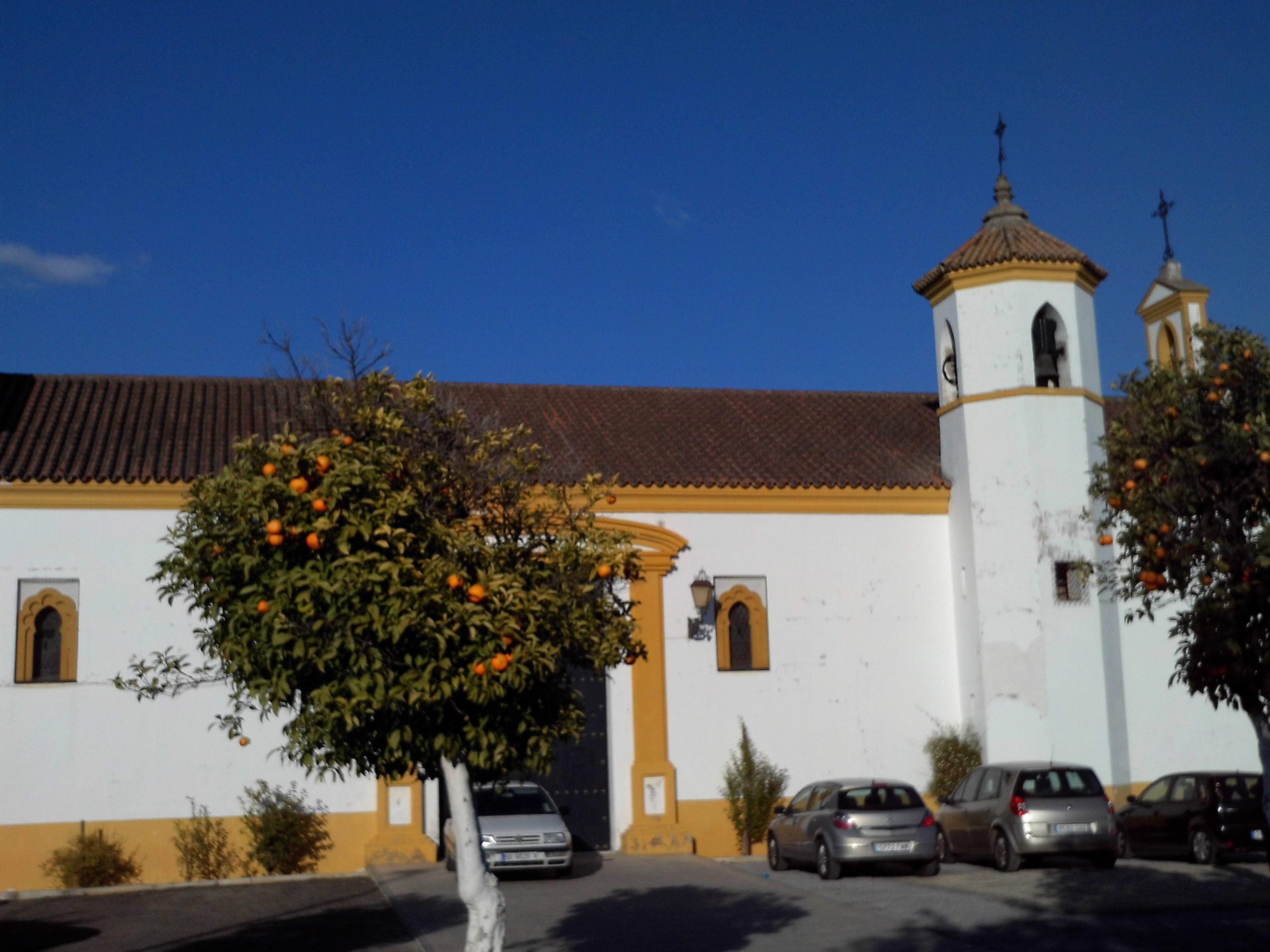
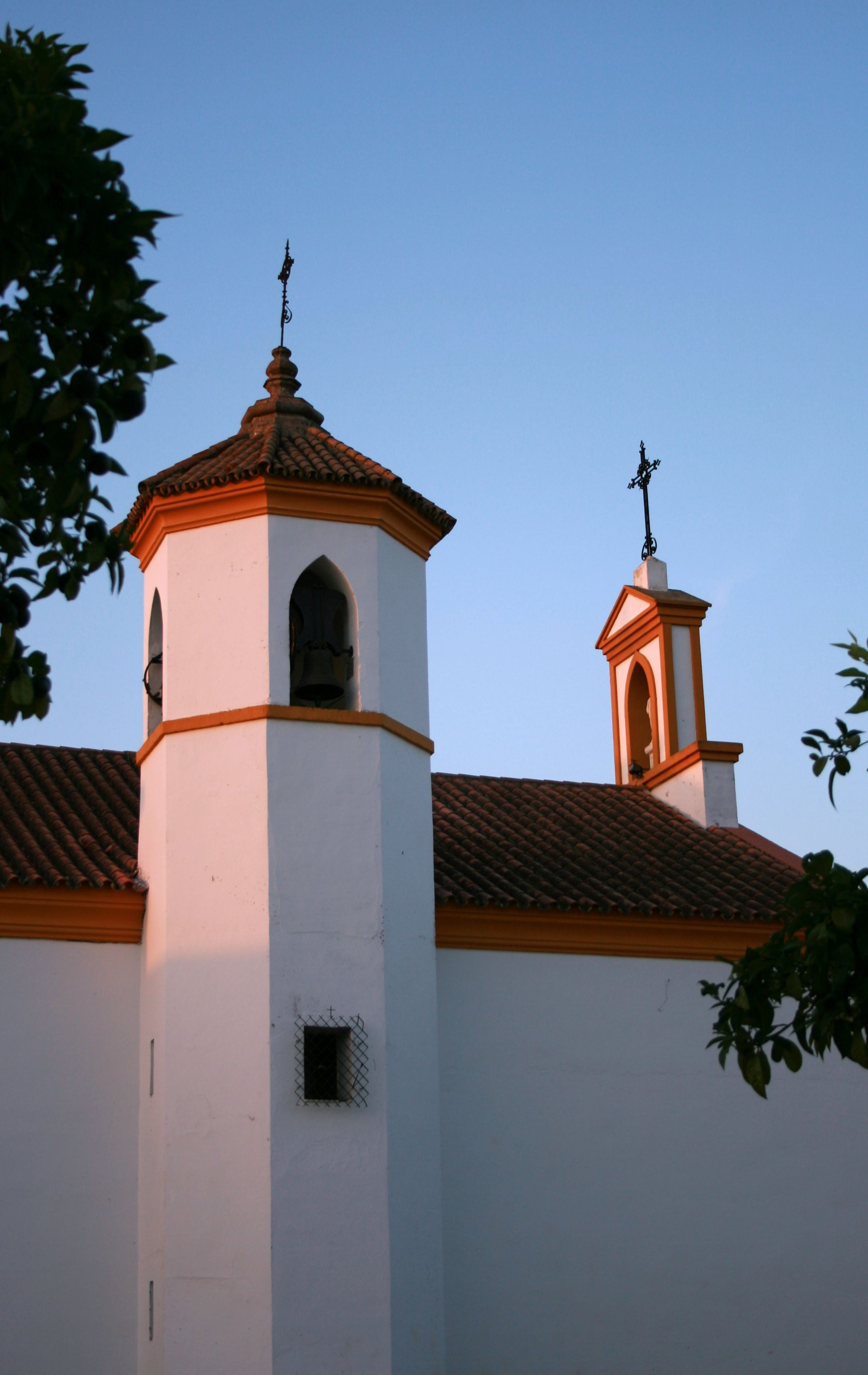

## أعلام
- ألفريدو سانشيز
- فرانسيسكو تينا
- لورا مولينا
- خوان مانويل غارسيا غارسيا

## روابط خارجية
- لا رينكونادا - نظام معلومات أقاليم الأندلس